# Anguillicola crassus
Genre
Espèce
 (juin 2009).
Anguillicola crassus, ou Anguillicoloides crassus, est une espèce de vers nématodes marins, originaire d'Asie. C'est un endoparasite qui colonise la cavité abdominale de l'anguille et se fixe ensuite dans sa vessie natatoire, causant une maladie (parasitose) dénommée anguillicolose.

## Espèce invasive
L'Anguillicola est un parasite naturel de l'anguille japonaise, chez laquelle il semble causer peu de dommages. 
En 1982, des aquaculteurs allemands auraient importé des anguilles japonaises, contaminant ainsi l'anguille d'Europe. L'invasion s'est faite à partir de l'Allemagne et de l'Italie au début des années 1980, et de la France depuis 1988. Le parasite aurait rejoint le Royaume-Uni vers 1987 à partir de souches continentales.

Le ver a ensuite gagné — probablement via la Mer des Sargasses — le Canada et les États-Unis.

## Cycle de vie
Le nématode adulte ingéré par une anguille se fait un chemin du tube digestif vers la vessie natatoire. Il y pond de nombreux œufs, qui seront rejetés via le tube digestif.

Les larves naissent en mer. Elles attendent sur les substrats (vase, sable...) d'être ingérées par un hôte intermédiaire, un copépode ou un autre crustacé, parfois un poisson.
La larve évolue alors dans cet hôte jusqu'à ce qu'il soit mangé par une anguille et que le cycle recommence.

## Conséquences
L'Anguillicola crassus est une des causes de la forte régression de l'anguille européenne, aujourd'hui considérée comme menacée de disparition. Elle y est peut-être plus sensible en raison d'une immunité affaiblie par les nombreux polluants auxquels elle est exposée en mer et en rivière ainsi que dans les estuaires, et à la suite de la réduction du patrimoine génétique de la métapopulation européenne qui est déjà en déclin régulier depuis au moins 50 ans.
L'Anguilicola crassus semble affecter la survie, mais aussi la fertilité, de l’anguille. En dégradant les fonctions de la vessie natatoire, il rend probablement le voyage de l'anguille adulte vers les Sargasses incertain et par ailleurs affecte sa croissance. Une forte infestation conduit à la mort de l'anguille.

C'est une source probable de maladies opportunistes.